# Монтеалегре-дель-Кастильйо
Монтеалегре-дель-Кастильйо (ісп. Montealegre del Castillo) — муніципалітет в Іспанії, у складі автономної спільноти Кастилія-Ла-Манча, у провінції Альбасете. Населення — 2301 особа (2010).
Муніципалітет розташований на відстані близько 270 км на південний схід від Мадрида, 50 км на південний схід від Альбасете.

## Демографія
Динаміка населення (INE ):

## Галерея зображень

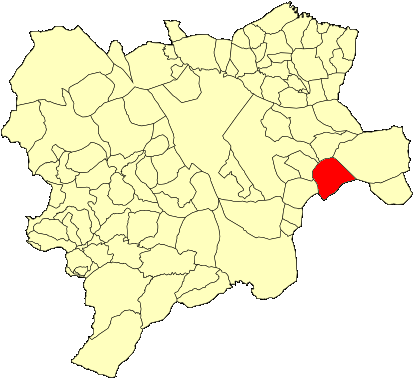
Розташування муніципалітету у провінції Альбасете